# Bertignac live
Albums de Louis Bertignac
96
(1996) Longtemps
(2005)
Bertignac live, parfois appelé Telle est ma vie, est un double album live de Louis Bertignac sorti en 1998.

## Chansons de l'album

### CD1
1. Vas-y guitare (4 min 36 s)
2. Pas cassé (3 min 23 s)
3. Days of 96 (4 min 58 s)
4. Pluie de Blues (7 min 23 s)
5. Maguy t'arrache pas (5 min 17 s)
6. Oubliez-moi (2 min 45 s)
7. Sniper (3 min 26 s)
8. Je n'veux plus t'attendre (5 min 30 s)
9. Cendrillon (version 1997) (7 min 07 s)
10. Le vent viendra (6 min 38 s)
11. The Dock of The Bay (Sittin' On) (3 min 10 s)
12. Muddy Waters Blues (4 min 45 s)

### CD2
1. Jack (3 min 39 s)
2. Sympathy for the Devil (2 min 23 s)
3. Hey Jude / reprise Sympathy (3 min 33 s)
4. Love in Vain (4 min 51 s)
5. Girl from the North Country (1 min 53 s)
6. Telle est ma vie (7 min 20 s)
7. 2 000 nuits (5 min 06 s)
8. Cœur ouvert (8 min 29 s)
9. Flipper (7 min 45 s)
10. Hygiaphone (3 min 38 s)
11. Wild Thing (5 min 58 s)
12. Ces idées-là (8 min 05 s)